# Сова (мультсеріал)
«Сова» (фр. La Chouette ) — анімаційний мультсеріал, в жанрі німої комедії, створений за допомогою CGI-анімації паризькою студією Hari в 2006 році. Влітку 2013 року був анонсований вихід нового серіалу «Сова та компанія»  (фр. La Chouette et Cie)

## Сюжет
Сова рожевого кольору живе на дереві в лісі, має сварливий характер. Упродовж епізодів Сова намагається вийти з неприємних ситуацій, в які вона потрапляє (часто з власної вини), які закінчуються для неї плачевно.

## Персонажі
Сова — рожева сова без крил, з червоним дзьобом, з блакитними ногами, які «пливуть під її тілом» та великими очима. В основному хоче, щоб її залишили у спокої. Іноді намагається полювати на гусениць.
Горобці  — маленькі горобці, що зі всім грають
Голуби — стають небезпечними, коли Сова потрапляє поміж них
Пан Ворон — не розлучається зі своїм сиром
Сорока — збирає все блискуче, чим заваджає Сові
Вільшанка  — хоче те ж саме, що й Сова, і постійно з нею сперечається
Комар  — дратує своїм писком Сову, але він також висмоктує любі предмети, які кусає.

## Епізоди
Мультсеріал складається з 52 епізодів, що тривають по хвилині.